# Квинт Курций Руф
Квинт Курций Руф (лат. Quintus Curtius Rufus) — римский историк, написавший «Историю Александра Великого Македонского» (Historiae Alexandri Magni Macedonis) — одно из наиболее полных жизнеописаний полководца, дошедших до наших дней.

## Биография
О времени жизни Квинта Курция Руфа существуют разные мнения. Называются даты начиная от рубежа I века до н. э. и I века н. э. вплоть до начала II века н. э. По мнению большинства исследователей, он жил в I веке н. э. и написал свой труд в царствование императора Клавдия (41—54 годы).
Имя Квинта Курция Руфа упоминается в некоторых древнеримских исторических документах, дошедших до наших дней. Однако у исследователей нет единого мнения о том, касаются ли все эти упоминания автора «Истории Александра Великого».
Тацит упоминает некоего Курция Руфа как одного из известных деятелей эпохи Юлиев-Клавдиев. В «Анналах» (Annalium ab excessu divi Augusti, 16 книг, охватывающих период с 14 по 68 годы) говорится следующее: «О происхождении Курция Руфа, о котором некоторые передают, что он сын гладиатора, не стану утверждать ложного и стыжусь сказать правду». По Тациту, достигнув зрелого возраста, Курций Руф отправился в Африку вместе с квестором, «которому досталась эта провинция». В Африке у Курция Руфа было видение в образе женщины, от которой он услышал следующее: «В эту провинцию, Руф, ты вернешься проконсулом». После возвращения в Рим Курций Руф получил квестуру, а затем и претуру. При этом, как говорится у Тацита, император Тиберий о происхождении Курция Руфа заявил: «Руф, как мне кажется, родился от себя самого». В документе также дается и характеристика Курция Руфа: «Дожив до глубокой старости, с высшими отвратительно льстивый, с низшими — надменный, с равными — неуживчивый, он добился консульства, триумфальных отличий и, наконец, провинции Африки, прожив жизнь в соответствии с предсказанною ему судьбою».
Рассказ о Курции Руфе содержится и в одном из писем Плиния Младшего. Здесь говорится о человеке, который родился при императоре Августе, начал карьеру при Тиберии, при Клавдии в 45 году стал консулом, получил триумфальные отличия, командовал римским войском в Верхней Германии и, наконец, при Нероне стал наместником Африки.
Имя Квинта Курция Руфа содержится также в списке знаменитых риторов середины I века н. э. у Светония.